# John Bonello
Pour les articles homonymes, voir Bonello.
John Bonello est un footballeur maltais né le 10 mai 1958. Bonello évoluait au poste de gardien de but.

## Carrière
- 1976-1980 : Paola Hibernians  Malte
- 1980-1981 : SC Herford  Allemagne
- 1981-1993 : Paola Hibernians  Malte

## Sélections
- 29 sélections et 0 but avec  Malte de 1979 à 1987.